# Kryzys kościelny (Cypr)

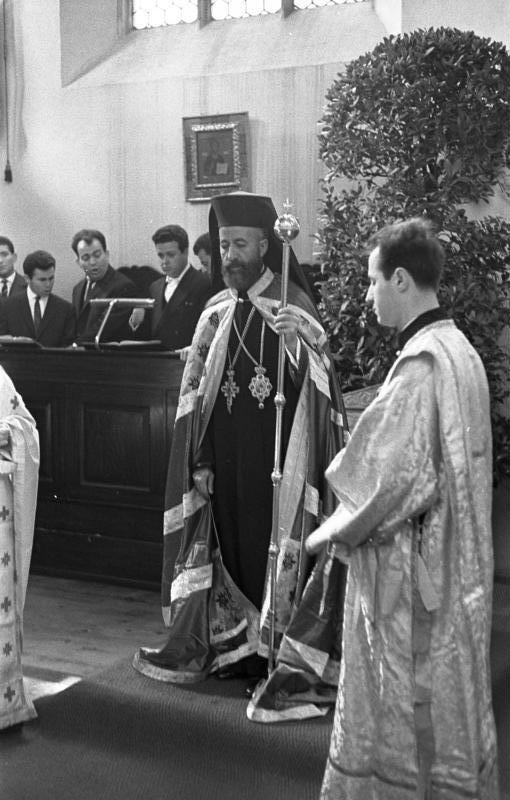
Makarios III

Kryzys kościelny – konflikt między zwierzchnikiem Cypryjskiego Kościoła Prawosławnego, arcybiskupem Makariosem III, a metropolitami Pafos, Kition i Kirenii, którzy wypowiedzieli mu posłuszeństwo, zarzucając mu bezprawne łączenie kościelnej godności z funkcją prezydenta Cypru.
2 marca 1972 metropolita Pafos Gennadiusz (Macheriotis), metropolita Kition Antym (Macheriotis) oraz metropolita Kirenii Cyprian (Kyriakidis) zażądali od arcybiskupa Nowej Justyniany i całego Cypru Makarego III złożenia dymisji z funkcji prezydenta Republiki Cypru, na którą został on wybrany w 1959 głosami społeczności Greków cypryjskich. Ich zdaniem łączenie obydwu urzędów było niedopuszczalne. Działanie trzech hierarchów zostało zainspirowane przez grecką juntę czarnych pułkowników, negatywnie nastawioną do Makariosa III i jego polityki. Organizacja przez nią kryzysu w Kościele Cypru łączyła się z szerszą akcją przeciwko niemu, zakończoną ostatecznie zamachem stanu na Cyprze.
Kierując się troską o losy państwa, arcybiskup odmówił rezygnacji z urzędu prezydenckiego. Wówczas 7 marca 1972 Gennadiusz, Antym i Cyprian ogłosili nałożenie na niego suspensy, do czego nie mieli prawa. Decyzję tę skrytykowały wszystkie pozostałe Kościoły prawosławne, jednak hierarchowie odmówili wycofania się ze swojego stanowiska. 13 kwietnia 1974 powtórzyli swoją decyzję o suspensie, zaś 17 kwietnia wezwali Cypryjczyków do nieposłuszeństwa wobec Makariosa III. Ten ostatni zwrócił się wówczas do czterech patriarchów starożytnych (Konstantynopola, Aleksandrii, Antiochii i Jerozolimy) z prośbą o rozwiązanie sporu.
5 lipca 1974 w Nikozji na Wielkim Synodzie patriarchowie Aleksandrii i Antiochii oraz delegaci pozostałych patriarchatów starożytnych ogłosili decyzję trzech metropolitów niebyłą i niekanoniczną, po czym wezwali ich do zaakceptowania tych postanowień. Po tym, gdy Gennadiusz, Antym i Cyprian odmówili ich uznania, zostali 14 lipca tego samego roku suspendowani. Wielki Synod wyznaczył natychmiast ich następców.
Już po śmierci Makariosa III (w 1977), w 1982, były metropolita Pafos Gennadiusz wyraził skruchę przed Wielkim Synodem (ponownie składającym się z przedstawicieli Kościoła Cypru oraz patriarchatów starożytnych), który zdjął z niego suspensę i pozwolił na używanie tytułu metropolity-seniora. Z inicjatywy zwierzchnika Kościoła Cypru, Chryzostoma I, ogłoszono również pośmiertne cofnięcie suspensy z metropolity Antyma (zm. 1976).